# Silkeborg-Voel KFUM
Dernière mise à jour : nov. 2015.
Le Silkeborg-Voel KFUM est un club danois de handball féminin basé à Silkeborg et Voel, évoluant en championnat du Danemark de handball féminin.

## Effectif
Légende : les âges indiqués sont ceux au 1er septembre 2018.

## Joueuses célèbres
- Jette Hansen (2014-2015 et 2016-2018)
- Anne Cecilie La Cour (2013-2015)
- Anna Sophie Okkels (2017-2018)
- Stine Skogrand (2016-2018)
- Susan Thorsgaard (2006-2008)
- Trine Troelsen (2015–2017)